# Polotok Bon
Polotok Bon (slovensko 'dobri rt') je polotok na skrajnem severovzhodu Tunizije, znan tudi kot Ras at-Taib (arabsko الرأس الطيب), polotok Sharīk ali Watan el Kibli; Polotok Bon je tudi ime najsevernejše točke na polotoku, znane tudi kot Ras ed-Dar in v antiki znan kot rt Merkurja (latinsko Promontorium Mercurii).

## Polotok
Severna obala polotoka tvori južni konec Tuniškega zaliva, medtem ko je njegova južna obala v zalivu Hammamet .
Polotok se upravlja kot guvernat Nabeul.
Naselja na polotoku vključujejo Nabeul, Hammam el Ghezaz, El Haouaria, Kelibia, Menzel Temime, Korba in Beni Khalled. Reke vključujejo vadija Melah in Chiba. Gore vključujejo Kef Bou Krim (237 m), Kef er-Rend (637 m), Djebel Sidi Abd er-Rahmane (602 m), Djebel Hofra (421 m) in Djebel Reba el-Aine (328 m). Poleg Rta Bon so drugi rti na polotoku Ras Dourdas in Ras el-Fortass na severni obali, Ras el-Melah na kratki vzhodni obali ter Ras Mostefa in Ras Maamoura na južni obali.

Tu se nahajajo tudi ruševine punskega mesta Kerkouane. Djebel Mlezza ("Mt. Mlessa") ima grobnice iz Agatoklesovega časa, ki so bili izkopani tik pred prvo svetovno vojno.